# Paul Erdős
Paul Erdős [pául êrdiš] (madžarsko Pál Erdős), madžarski matematik, * 26. marec 1913, Budimpešta, Madžarska, † 20. september 1996, Varšava, Poljska.

## Življenje
Erdős je bil tretji otrok Anne in Lajosa Erdősa. Druga dva otroka sta umrla pri treh in petih letih, tako da je odraščal kot edinec. Oba starša sta bila matematika judovskega rodu. Erdős je bil čudežni otrok in kmalu je pokazal svojo veliko nadarjenost za matematiko. Pri svojih treh letih je znal zračunati koliko sekund so živeli družinski prijatelji. Že zelo zgodaj si je zamislil negativna števila. 
Imel je na stotine sodelavcev in se je ukvarjal s problemi na področju kombinatorike, teorije grafov, matematične analize, teorije približkov, teorije množic in teorije verjetnosti. Doktoriral je leta 1934 s področja aritmetičnih vrst pod mentorstvom Fejérja. Zaradi naraščajočega antisemitizma se je istega leta preselil v Manchester v Anglijo, kjer je bil gostujoči predavatelj. Leta 1938 je sprejel službo v ZDA na Univerzi Princeton. V tem času je začel živeti po univerzitetnih središčih in to navado je ohranil do smrti.
Lastnina mu je pomenila zelo malo in je večino svojih stvari lahko zložil v kovček, kakor je narekovalo njegovo potujoče življenje. Nagrade in druge zaslužke je v splošnem podaril ljudem v stiski ali zaradi različnih vrednih razlogov. Večino življenja je preživel nomadsko, in je potoval med znanstvenimi konferencami in domovi sodelavcev po vsem svetu. Prikazal se je na vratih in najavil, da je »pripravljen za razmišljanje«, in ostal dovolj časa, da je lahko prispeval k več člankom, nekaj dni kasneje pa je odšel drugam. Velikokrat je vprašal trenutnega sodelavca koga naj naslednjega obišče. Njegov življenjski slog so hudomušno primerjali s prečkanjem povezanega seznama.
Pil je veliko kave, po letu 1971 pa je začel jemati tudi amfetamine, navkljub zaskrbljenosti svojih prijateljev. Graham je z njim celo stavil 500$, da mesec dni ne bo mogel nehati jemati droge. Erdős je dobil stavo, vendar se je pritoževal, ker se je zaradi tega upočasnilo njegovo matematično delo: »Prej, ko sem pogledal na kos praznega papirja, sem imel vse polno zamisli. Sedaj pa je vse kar vidim le prazen kos papirja.« Po dobljeni stavi je nadaljeval z jemanjem droge.
Prek svojega značilnega besednjaka je govoril o »Knjigi«, namišljeni knjigi, v katero je bog zapisal najboljše in najbolj lične dokaze matematičnih izrekov. V predavanju je leta 1985 dejal: »Ni vam treba verovati v boga, vendar bi morali verjeti v Knjigo.« Sam je dvomil o obstoju boga in ga je imenoval »Vrhovni fašist (VF)« VF je obtožil skrivanja njegovih nogavic in madžarskih potnih listov, ter tega, da drži najelegantnejše matematične dokaza zase. Ko je videl še posebej lep matematični dokaz, je izjavil: »Ta je iz Knjige!«.
Drugi elementi njegovega besednjaka so bili tudi: otroci so bili epsiloni, ker je v matematiki in še posebej v infinitezimalnem računu poljubno majhna pozitivna količina običajno označena z ε; ženske so bile »šefinje«; moški »sužnji«; ljudje, ki niso več delali v matematiki, so »umrli«; ljudje, ki so umrli, so »odšli«; alkoholne pijače so bile »strup«; glasba je bila »hrup«; poročeni ljudje so bili »ujeti«; ločeni ljudje so bili »osvobojeni« in matematična predavanja so bila »pridige«. Vse države, ki so omejevale svobodo posamezniku in niso škodovale drugim, je označil kot imperialistične in jih pisal z malo začetnico. ZDA so bile na primer »samland« (po stricu Samu), Sovjetska zveza je bila »josipdom« (joedom) (po Stalinu), Izrael pa je bil »izrael«.
Med McCarthyjevo protikomunistično gonjo vlada ZDA leta 1952 Erdősu, kot madžarskemu državljanu, ni hotela podaljšati vstopne vize zaradi razlogov, ki jih niso nikoli v celoti pojasnili. Tedaj je poučeval na Univerzi Notre Dame in lahko se je odločil ostati v državi. Namesto tega je spakiral in odšel, ter nekajkrat ponovno zaprosil za vstop. Vlada si je leta 1963 premislila, in ponovno je lahko obiskoval ter predaval na ameriških univerzah.
Madžarska je bila tedaj v sovjetski prevladi. Čeprav je okrnila svobodo svojim državljanov, so mu leta 1956 dovolili, da je lahko po mili volji vstopal ali izstopal iz nje. Leta 1973 je prostovoljno odšel v izgnanstvo v znak načelnega protesta proti državni politiki prepovedi vstopom Izraelcem.
V zadnjih desetletjih svojega življenja je Erdős prejel vsaj petnajst častnih doktoratov. Postal je član akademij znanosti v osmih državah, vljučno z Ameriško nacionalno akademijo znanosti in Kraljevo družbo Združenega kraljestva. Malo pred smrtjo se je odpovedal častnemu nazivu Univerze v Waterlooju, saj je menil da gre za pristransko ravnanje do svojih tovarišev. Umrl je 'dejaven' zaradi srčne kapi med konferenco. Nikoli se ni poročil in ni imel otrok.

## Matematično delo
Posledica Ramseyevega izreka je rezultat, ki sta ga Erdős in Szekeres objavila leta 1935. Za dan celi n obstaja takšen celi N = N(n), da vsaka množica N množic na ravnini, ki niso 3 hkrati na isti premici, vsebuje n točk, ki določajo konveksni n-kotnik. 
Erdős je prejel Colovo nagrado za algebro (glej Selberg). Ob njegovi smrti je v dnevniku Washington Post C. Krauthammer zapisal besede, ki prikazujejo Erdősa predvsem kot človeka, njegovega matematičnega dela pa se ne dotika podrobneje. »'Odšel' je eden najbolj nenavadnih duhov našega časa, izredno nadarjen in plodovit matematik. Izraz 'odšel' je uporabljal Erdős v smislu preminul. Besedica 'umrl' mu je pomenila, da je oseba prenehala delati matematiko. V tem smislu Erdős ni umrl, saj je delal matematiko do dne, ko je v 84. letu starosti preminul...« 